# Mauritius International 2016
Die Mauritius International 2016 im Badminton fanden als offene internationale Meisterschaften von Mauritius vom 16. bis zum 19. Juni 2016 in Beau Bassin-Rose Hill statt.

## Austragungsort
- Stadium Badminton Rose Hill, National Badminton Centre, Duncan Taylor Street

## Sieger und Platzierte
| Disziplin    | Gold                                        | Silber                                | Bronze                                     |
| ------------ | ------------------------------------------- | ------------------------------------- | ------------------------------------------ |
| Herreneinzel | Rahul Yadav Chittaboina                     | Rohit Yadav                           | Jean Bernard Bongout                       |
| Herreneinzel | Rahul Yadav Chittaboina                     | Rohit Yadav                           | Georges Paul                               |
| Dameneinzel  | Saili Rane                                  | Ogar Siamupangila                     | Rheea Dookhee                              |
| Dameneinzel  | Saili Rane                                  | Ogar Siamupangila                     | Fontaine Emelyne                           |
| Herrendoppel | Satwiksairaj Rankireddy Chirag Shetty       | Dhruv Kapila Saurabh Sharma           | Yogendran Krishnan Kamaldeep Singh         |
| Herrendoppel | Satwiksairaj Rankireddy Chirag Shetty       | Dhruv Kapila Saurabh Sharma           | Huzair Asraaf Ali Bhuttoo Z. Soogun        |
| Damendoppel  | Lee Zhi Qing Prajakta Sawant                | Evelyn Siamupangila Ogar Siamupangila | Kuhoo Garg Ningshi Block Hazarika          |
| Damendoppel  | Lee Zhi Qing Prajakta Sawant                | Evelyn Siamupangila Ogar Siamupangila | Aurelie Marie Elisa Allet Shaama Sandooyea |
| Mixed        | Satwiksairaj Rankireddy Maneesha Kukkapalli | Yogendran Krishnan Prajakta Sawant    | Sahir Edoo Aurelie Marie Elisa Allet       |
| Mixed        | Satwiksairaj Rankireddy Maneesha Kukkapalli | Yogendran Krishnan Prajakta Sawant    | Kamaldeep Singh Lee Zhi Qing               |